# Lebia histrionica
Lebia histrionica är en skalbaggsart som beskrevs av Bates. Lebia histrionica ingår i släktet Lebia och familjen jordlöpare. Inga underarter finns listade i Catalogue of Life.